# Jason Dolley
Jason Scott Dolley (født 5. juli 1991) er en amerikansk skuespiller og musiker, bedst kendt for sine roller i flere Disney Channel-film og tv-serier.
Jason medvirker i serien "Held og lykke, Charlie!", som sendes på Disney channel. Da han var yngre, var han med i showet "Cory i Det Hvide Hus", hvor han spillede Corys bedste ven.

## Filmografi
- 2004 – Chasing Daylight
- 2004 – Complete Savages
- 2004 – Saving Shiloh
- 2006 – Enemies
- 2006 – Read It And Weep
- 2007 – Cory i Det Hvide Hus
- 2007 – The Air I Breathe
- 2008 – Minutemen – Virgil
- 2009 – Hatching Pete – Pete Ivey
- 2010 – Held og lykke, Charlie! – PJ Duncan